# Grito de Dolores
O Grito de Dolores foi uma proclamação pública que ocorreu na cidade homônima na madrugada de 16 de setembro de 1810 quando o padre católico Miguel Hidalgo y Costilla soou os sinos da igreja local e convocou os colonos mexicanos a lutarem contra as forças metropolitanas no que viria ser a Guerra da Independência do país.
Este ato histórico, considerado um divisor de águas na história do México revolucionário, é relembrado anualmente nas celebrações da Independência mexicana. No ápice do evento, o presidente do México sobe à sacada principal do Palácio Nacional e simula o Grito de Dolores além de soar o mesmo sino que foi utilizado por Hidalgo.

## História
Na década de 1810, o que viria a ser o México ainda era parte da Nova Espanha e pertencia à Coroa espanhola. O movimento separatista começou a ganhar forma quando José Bernardo Gutiérrez de Lara chegou à pequena cidade de Dolores (atual Dolores Hidalgo) e pediu a adesão do padre local Miguel Hidalgo ao movimento.
Gutiérrez de Lara viajou até Washington, D.C. buscando apoio militar para uma provável guerra de independência. Hidalgo, por sua vez, permaneceu em Dolores mas temendo ser preso por forças leais à Coroa. Por volta de 2:30 da madrugada de 16 de setembro de 1810, Hidalgo soou os sinos da igreja e reuniu sua congregação local. Ladeado pelos militares Ignacio Allende e Juan Aldama, o padre discursou brevemente aos fiéis presentes e os incentivou a apoiar o movimento independentista.
A subsequente guerra de independência mexicana se estendeu por mais de uma década até o país ser reconhecido através da Declaração de Independência do Império Mexicano, emitida em 28 de setembro de 1821. Apesar de ter sido capturado e executado por forças espanholas antes do desfecho do conflito, Hidalgo é oficialmente considerado o "pai da pátria" pelos mexicanos.

## Discurso

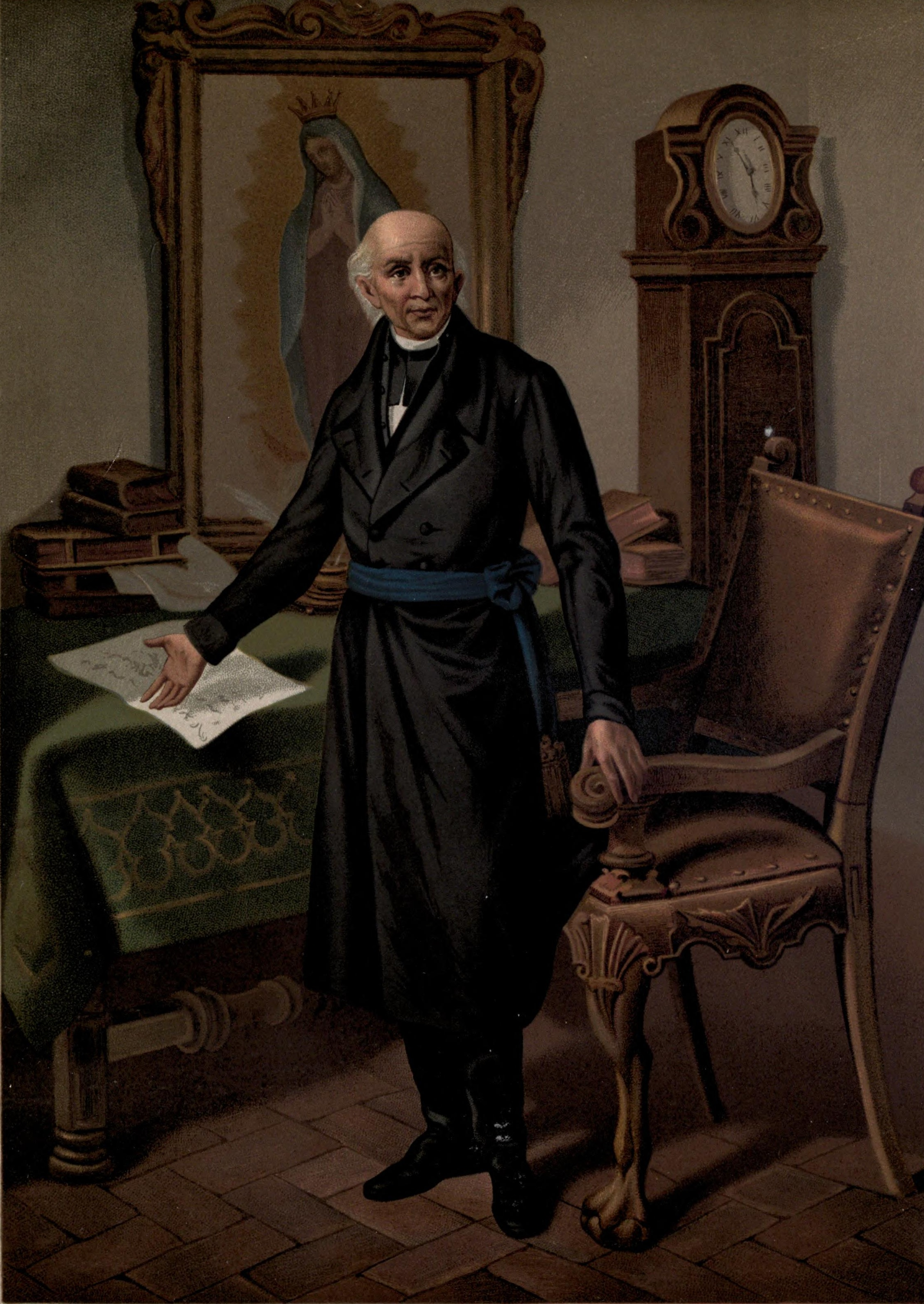
O padre católico Miguel Hidalgo y Costilla, autor do "Grito de Dolores" e o Pai da Pátria mexicana.

Com o soar dos sinos, Hidalgo convocou os habitantes locais para as cercanias da igreja e proferiu um discurso que contra a Coroa espanhola, porém a favor do reinado de Fernando VII. No entanto, não há um consenso sobre as palavras exatas que teriam sido proferidas na ocasião e que compõem o "Grito de Dolores" propriamente dito. As versões mais reproduzidas são:
| “ | "¡Viva nuestra madre santísima de Guadalupe!, ¡viva Fernando VII y muera el mal gobierno!" Viva Nossa Mãe Santíssima de Guadalupe! Viva Fernando VII! E morra o mau governo!" | ” |

| “ | "¡Viva la América!, ¡viva Fernando VII!, ¡viva la religión y mueran los gachupines!" Viva a América! Viva Fernando VII! Viva a religião e morram os gachupines!" | ” |

Os escassos documentos históricos sobre a ocasião levam a crer que o discurso original pode ter sido alterado para atender aos interesses de respectivos governos, com a adição das frases: "Viva a América espanhola" (uma reivindicação posterior), "Morram os gachupines!" (uma expressão de rivalidade que só apareceria mais tarde por parte de Miguel Hidalgo) ou "Viva o México!". Como não há relação literal direta com o Grito de Dolores, o que se sabe sobre o ocorrido é relatado por segunda via. A carta oficial publicada por Manuel Abad y Queipo, bispo de Michoacán, na Gazeta Extraordinária do Governo do México em 28 de setembro de 1810 descreve o Grito como: "Viva a Nossa Senhora de Guadalupe! Viva Fernando VII! Viva a América! E morte ao mau governo!"

## Festa cívica
Embora seja considerada a principal data do calendário cívico mexicano, a cerimônia do Grito de Dolores não possui um protocolo oficial. No entanto, ocorre em meio a um clima solene atrelado às disposições legais sobre o uso de símbolos nacionais, com base em uma forte tradição que se fortaleceu ao longo das décadas seguintes à Independência. Para lembrar esse fato, todos os anos, às 23h do dia 15 de setembro, os chefes do Poder Executivo nos diferentes níveis de governo — presidentes municipais, governadores e o Presidente da República — portando a bandeira nacional mexicana, se dirigem à população local reunida com o seguinte discurso:
"Mexicanos!
Vivam os heróis que nos deram pátria e liberdade!
Viva Hidalgo!
Viva Morelos!
Viva Josefa Ortíz de Domínguez!
Viva Allende!
Viva Aldama e Matamoros!
Viva a independência nacional!
Viva México! Viva México! Viva México!"

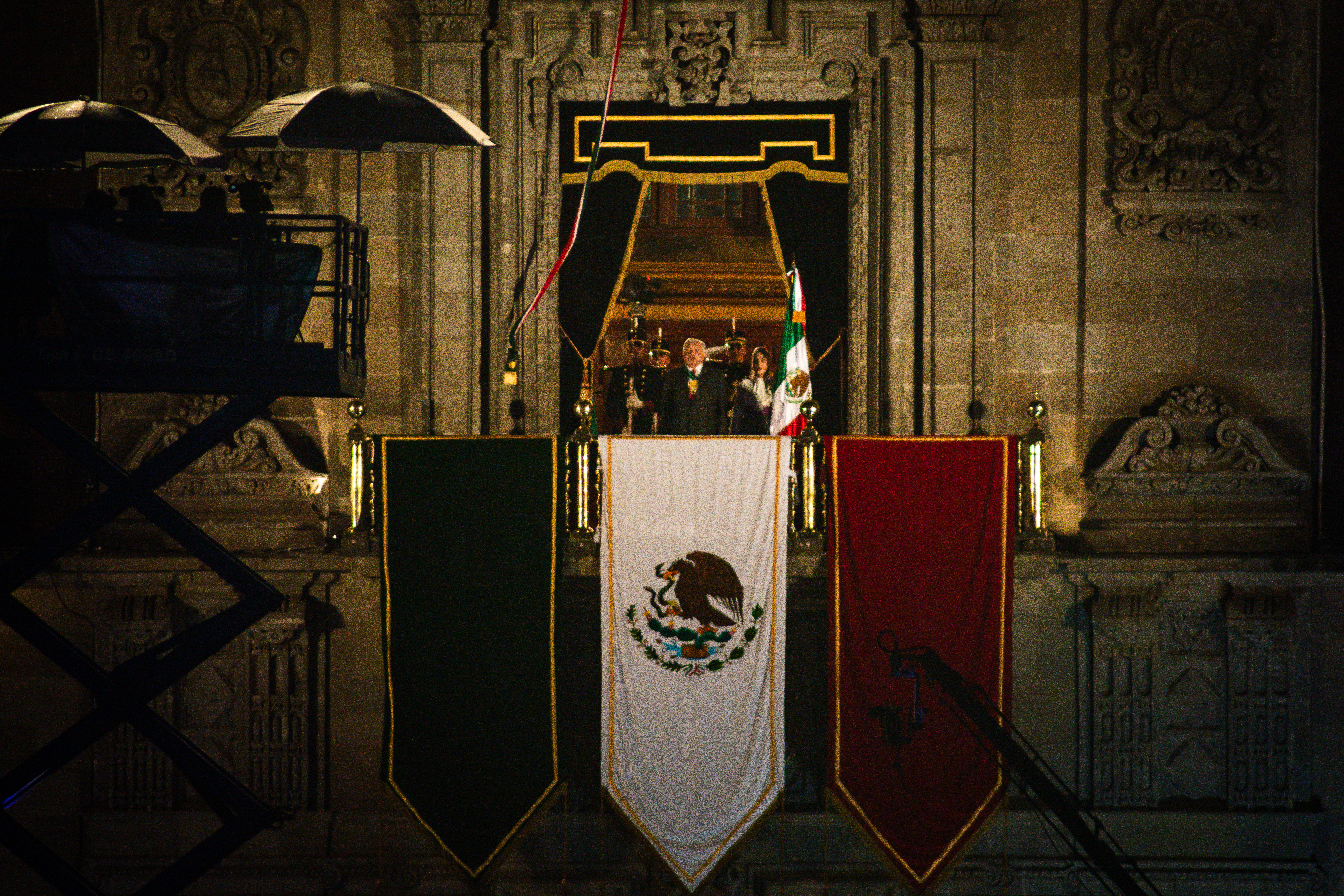
O Presidente mexicano Andrés Manuel López Obrador executa o Grito de Dolores, 15 de setembro de 2023.

Imediatamente em seguida, o orador toca um sino e agita a bandeira mexicana. Em seguida, todos os participantes cantam solenemente o Hino Nacional mexicano que antecedo uma eventual festividade popular. Na maioria das regiões do México, esta festividade solene é seguida de um desfile militar na manhã do dia seguinte, sendo a principal celebração do calendário cívico no México.
A ausência de um protocolo oficial permite que o orador inclua frases a gosto pessoal no Grito de Dolores. A maioria das variações costuma incluir menções a outras figuras heroicas da Independência, como Mariano Matamoros, Hermenegildo Galeana, Francisco Xavier Mina, Vicente Guerrero ou Guadalupe Victoria; e até mesmo figuras de outros períodos históricos, como os Niños Héroes, Benito Juárez, Francisco Madero e Emiliano Zapata. Em 2011, o então governador de Jalisco Emilio González Márquez mencionou os heróis locais José Antonio Torres, Pedro Moreno, Marcos Castellanos e Rita Pérez de Moreno.
É comum o governante particularizar o discurso do Grito de Dolores, acrescentando frases circunstanciais, o que nem sempre é bem visto e têm gerado polêmica. Por exemplo, o presidente Lázaro Cárdenas citou a "revolução social", Adolfo López Mateos a Revolução Mexicana, Luis Echeverría os "países do terceiro mundo" e Ernesto Zedillo citou "nossa liberdade, justiça, democracia e a unidade de todos os mexicanos". Entretanto, Vicente Fox foi o presidente mexicano que mais modificou o discurso ao distinguir gramaticalmente "mexicanos e mexicanas".

### Festa nacional

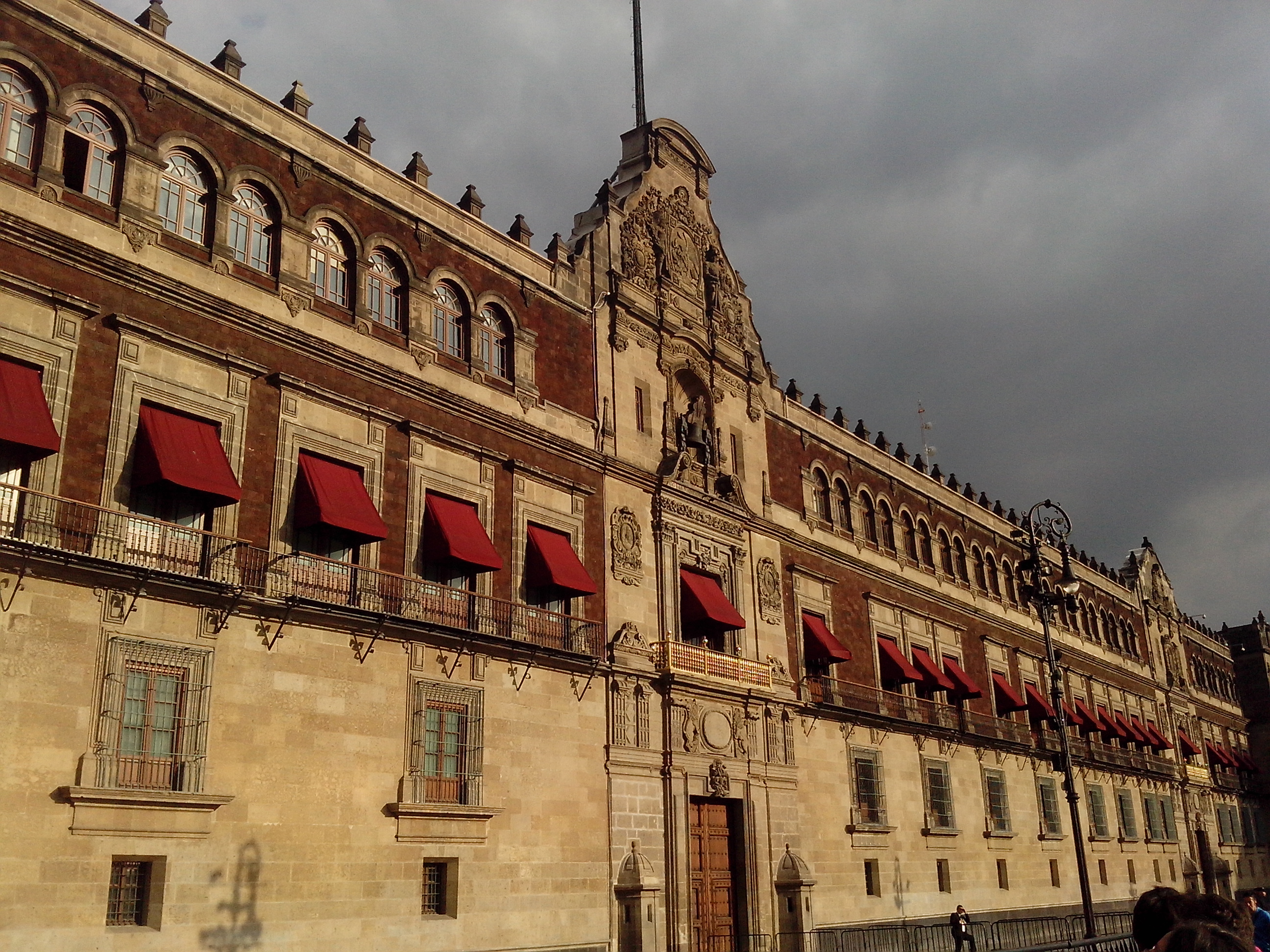
A fachada principal do Palácio Nacional, na Cidade do México, onde ocorre a cerimônia anual do "Grito de Dolores".

A cerimônia anual do Grito de Dolores é encenada com maior relevância na Praça da Constituição da Cidade do México, onde é assistida por milhares de cidadãos mexicanos e transmitida nacional e internacionalmente. De modo geral, o presidente do México mantém o costume tradicional de aparecer à sacada principal do Palácio Nacional pouco antes das onze horas da noite de 15 de setembro. O mandatário, então, recebe a faixa presidencial e uma bandeira mexicana das mãos de cadetes do Exército Mexicano ali posicionados. Em seguida, o presidente se dirige ao público na praça com o tradicional discurso do Grito de Dolores.

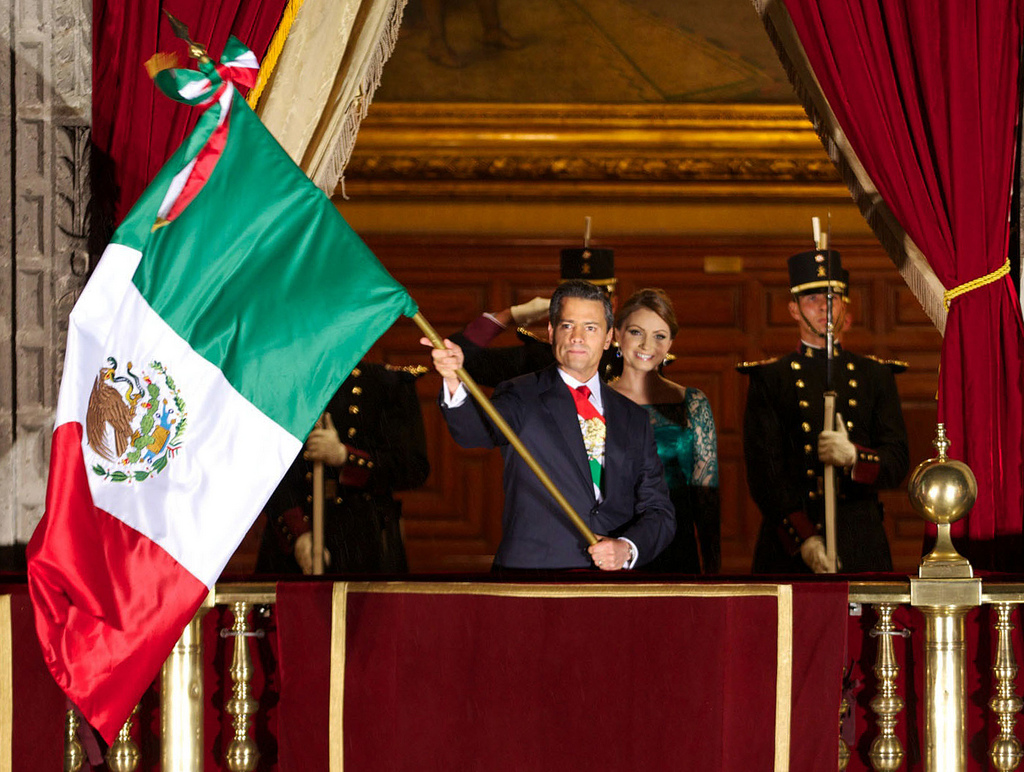
O então presidente Enrique Peña Nieto encena o "Grito de Dolores" na Festa da Independência Mexicana de 2013.

É costumeiro que os presidentes mexicanos em seu quinto ano de governo realizem o ato histórico na cidade de Dolores Hidalgo. Tal tradição foi iniciada por Lázaro Cárdenas e mantida por todos os sucessores, com exceção de Carlos Salinas e Vicente Fox (que o fizeram no sexto ano de seus respectivos governos) e Ernesto Zedillo e Enrique Peña Nieto (que dispensaram a tradição e se mantiveram no Palácio Nacional). Uma exceção foi Felipe Calderón que realizou o Grito de Dolores tanto no Palácio Nacional quanto na cidade histórica de Dolores durante as comemorações do Bicentenário da Independência Mexicana em 2010.
Em 15 de setembro de 2020, durante o 210º aniversário da Independência, o Grito de Dolores foi realizado sem público devido à pandemia de COVID-19, contando apenas com membros do Exército mexicano e o presidente Andrés Manuel López Obrador.